# Aspidonitys bipunctata
Aspidonitys bipunctata är en insektsart som beskrevs av Schmidt 1906. Aspidonitys bipunctata ingår i släktet Aspidonitys och familjen Eurybrachidae. Inga underarter finns listade i Catalogue of Life.